# فيرونيكا غوميز
فيرونيكا غوميز (بالإسبانية: Verónica Gómez)‏ (30 أغسطس 1985 في فنزويلا - 14 أبريل 2012) هي لاعبة كرة طائرة فنزويلا في مركز ضارب خارجي ‏.

## وصلات خارجية
- فيرونيكا غوميز على موقع الاتحاد الأوروبي (الإنجليزية)
- فيرونيكا غوميز على موقع عالم الكرة الطائرة (الإنجليزية)